# Campionati del mondo di ciclismo su strada 2015 - Cronometro maschile Elite
La cronometro maschile Elite dei Campionati del mondo di ciclismo su strada 2015 si svolse il 23 settembre 2015 con partenza ed arrivo a Richmond, negli Stati Uniti, su un percorso totale di 53,1 km. La medaglia d'oro fu vinta dal bielorusso Vasil' Kiryenka con il tempo di 1h02'29"45 alla media di 51,368 km/h, l'argento dall'italiano Adriano Malori e la bronzo dal francese Jérôme Coppel.
Partenza e arrivo per 65 ciclisti.

## Classifica (Top 10)
| Pos. | Corridore          | Squadra     | Tempo    |
| ---- | ------------------ | ----------- | -------- |
| 1    | Vasil' Kiryenka    | Bielorussia | 1h02'29" |
| 2    | Adriano Malori     | Italia      | a 9"     |
| 3    | Jérôme Coppel      | Francia     | a 27"    |
| 4    | J. Castroviejo     | Spagna      | a 29"    |
| 5    | Tom Dumoulin       | Paesi Bassi | a 1'02"  |
| 6    | Rohan Dennis       | Australia   | a 1'08"  |
| 7    | Tony Martin        | Germania    | a 1'17"  |
| 8    | Maciej Bodnar      | Polonia     | s.t.     |
| 9    | Marcin Bialoblocki | Polonia     | a 1'22"  |
| 10   | Moreno Moser       | Italia      | a 1'32"  |